# La spia dei Dendarii
La spia dei Dendarii (Ethan of Athos) è un romanzo di fantascienza del 1986 della scrittrice statunitense Lois McMaster Bujold facente parte del ciclo dei Vor; a differenza degli altri romanzi del ciclo, Miles Vorkosigan non è il protagonista.
L'intera storia è ambientata sulla stazione spaziale denominata Stazione Kline, che è il luogo di nascita di Elli Quinn, amica di Miles e appartenente ai Liberi Mercenari Dendarii.
È stato pubblicato per la prima volta in italiano nel 1996.

## Trama
Il dottor Ethan Urquhart proviene dal pianeta Athos, pianeta abitato da soli uomini e sul quale la riproduzione viene effettuata artificialmente utilizzando colture di cellule femminili e replicatori uterini, si reca su Stazione Kline. La sua missione è determinata dal pericolo di estinzione del suo popolo a causa del deperimento delle colture di cellule femminili.
Il suo compito è di trovare nuove colture di cellule femminili e portarle sul suo pianeta per rigenerare il patrimonio genetico della sua razza.
Su Stazione Kline incontra la mercenaria Ellie Quinn, che lo aiuta nel suo compito. 
Ma la missione viene complicata dalla sua paura delle donne, dall'inaspettato intervento di spie cetagandane e dal mistero della sparizione delle culture di cellule femminili acquistate dal suo pianeta.

## Edizioni
- Lois McMaster Bujold, La spia dei Dendarii, collana Cosmo Argento n° 274, Editrice Nord, 1996,  p. 207.